# The Saint
The Saint (en español: El Santo) es una película estadounidense de 1997 basada en el personaje de Simon Templar (Simón El Mago) creado por Leslie Charteris en 1928 para una serie de libros publicados como "El Santo". Aparte de la serie de libros, que duró hasta 1983, el personaje también ha aparecido en una serie de películas de Hollywood entre 1938 y 1954, en los años 1940 en un serial radiofónico de Vincent Price, y especialmente en una popular serie de televisión británica de la década de 1960 que protagonizó Roger Moore. Y en la década de 1970 en una serie de Ian Ogilvy.
La película fue protagonizada por Val Kilmer y Elisabeth Shue y fue dirigida por Phillip Noyce.

## Argumento
En un orfanato llamado San Ignacio, en Teopancala, hay varios huérfanos que llevan nombres de santos. El mismo está dirigido por un cruel sacerdote que maltrata a los niños, sobre todo a uno conocido como Juan Bautista de Rossi, quien niega su nombre. Los huérfanos son castigados sin cenar y el joven, robando una navaja, una pequeña pulidora y un crucifijo hace una llave maestra y abre una pequeña jaula de comida para los huérfanos. El joven niño, visto como un santo por sus compañeros, toma el nombre de Simon Templar (Simon Magus, Simon El Mago en la versión doblada), dirige una fuga de huérfanos y se dirige a despedirse de su amada Agnes, aunque estando castigadas las niñas, una monja observa que Agnes y otra niña habían escapado, tras lo cual el sacerdote usando perros se dirige a buscarla y, al verla con Simon, suelta los perros que la atacan, cayendo ella de un segundo piso y muriendo en ese momento.
Muchos años después, Simon, ahora convertido en un ladrón internacional que trabaja para el mejor postor, se aloja en un hotel de Rusia, la cual padece los estragos del invierno por la escasez de combustible. Siendo igualmente un maestro del disfraz, Simon tiene como tarea robar a un poderoso empresario ruso un microchip. La misión la lleva a cabo en un edificio perteneciente al empresario, llamado Ivan Tretiak, cuyo mayor sueño es devolverle a Rusia las glorias del Imperio Ruso. Simon, vestido de soldado ruso, fija una cámara hacia los circuitos cerrados de seguridad y sube las escaleras donde tiene preparados sus instrumentos de ladrón. Mientras Tretiak daba un discurso de arenga, Simon sube a un piso y logra entrar fácilmente a un pasillo que daba a un sitio de láser invisible, el cual protegía una caja fuerte con varios objetos de Tretiak, entre ellos el microchip. Simon logra deshabilitarlos y abre la caja fuerte logrando robar el microchip, pero es interceptado por Ilya Tretiak, hijo menor de Tretiak al percatarse este de la entrada de un intruso al edificio. Simon intenta hacer un trato con él pero Ilya lo amenaza con un revólver. Simon suelta el chip pero se enfrasca en una pelea con Ilya la cual es vista por los guardias de seguridad. Simon aturde a Ilya y huye a la azotea del edificio y cae sobre un camión y robando un abrigo personifica a un vagabundo. Ilya vuelve hacia el chip que en verdad era un botón arrojado en lugar del chip y con varios matones se dirige a buscar al ladrón. Simon se pierde entre la multitud y le obsequia a otro vagabundo una botella de vodka y este alaba a Simon como un santo. El vagabundo es casi atrapado por ser confundido por Simon, quien en el último momento personificó a un turista en plena Plaza Roja de Moscú.
Simon huye en un avión con destino a Londres bajo la personalidad de Martin de Porres, un hombre español con el nombre del santo peruano y le obsequia a una bella mujer un crucifijo del siglo XVI a la vez que la seduce y la tranquiliza luego de contarle que su marido la había enviado a vivir a Gran Bretaña. Simon es buscado por la Scotland Yard y la Interpol con la especulación de que él y sus otras personalidades constituían a una sola persona. El Santo pasa desapercibido y más tarde llega a un hotel donde la mujer se aloja y en cuyo crucifijo había escondido el microchip, y le deja una rosa en su cama después de haber sostenido relaciones con ella. Hospedado en un pequeño hotel de Londres, Simon da el chip a su cliente quien le paga 1 millón de dólares por su trabajo. Simon desea completar 50.550.000 millones de dólares en su cuenta bancaria en Zúrich, pero por ahora posee 42.550.000. Tretiak, a través de un mensaje codificado, se cita con Simon en una cafetería de un aeropuerto de Berlín. Más tarde la cita se lleva a cabo en el lugar donde Simon asume la identidad de Bruno Hautenfaust, haciéndose ver como su representante. Tretiak le advierte que puede matar a su "jefe" y salir campante. Tretiak además le propone a Simon robar la fórmula de la Fusión fría, la cual era induplicable y cuya patente de duplicación estaba siendo llevada a cabo por una científica americana llamada Emma Russell en la Universidad de Oxford; el santo cobraría 1 millón de dólares por el trabajo. Tretiak e Ilya sabían que el supuesto representante no era otro que el mismo ladrón y una vez con la fórmula planean matarlo y tener la fórmula para superar la crisis energética de Rusia.
Haciéndose pasar por un periodista viejo y escéptico, Simon llega a Oxford donde se conoce con la Dra. Emma Russell, quien se muestra con la esperanza de patentar la fórmula al igual que Albert Einstein deseaba patentar la relatividad. Simon, interesado en la hermosa científica, va a su departamento (por entonces no se encontraba ahí) donde descubre ropa un poco desordenada, anotaciones de la fórmula, su enfermedad del corazón, una foto con su padre, su diario y su computadora; en estas dos últimas deseaba conocer a un hombre tierno y que hiciese poseía y en la computadora observa los cálculos para hacer realidad la fusión fría, pero los mismos no están completos e intuye que toda la fórmula esta en su cabeza. Para llevar a cabo el robo asume la identidad de un boer llamado Thomas More y se dirige a un museo donde retrata la hermosa estatua de Shelley y da una buena impresión a Emma mostrándose como introvertido y tímido. Al rato ambos se encuentran en un restaurante donde, pidiendo dos caras botellas de vino, se hacen amigos a la vez que a Emma le dedica un poema y se muestra curioso sobre las anotaciones de la doctora, las cuales guardaba entre sus ropas. Emma se encariña con "Thomas" pero este huye y finge lastimarse y Emma viéndolo sangrando lo lleva a su casa. Una vez ahí se seducen mutuamente al punto que Simon desiste de robar la fórmula y se lo comunica a Tretiak, pero este replica que aumentara la oferta o de lo contrario mataría a la doctora. Simon y Emma pasan la noche juntos y al día siguiente Emma busca a Simon pero solo observa cómo sus anotaciones habían sido robadas y reemplazadas por papeles que decían "lo siento".
Simon desde su hotel envía por fax las anotaciones de la fórmula a Tretiak, las cuales son recibidas por un científico a su servicio; el doctor Lev Botvin, quien advierte que la fórmula está incompleta a pesar de la exactitud de los cálculos de la dra. Russell. Tretiak en el chat le advierte a Simon completar la fórmula para poder pagarle, pero el ladrón le replica que esa es la fórmula completa. Tretiak gana tiempo manteniéndolo en línea para lograr su ubicación y enviar a Ilya y a varios matones a asesinarlo. Simon, al darse cuenta de ello, huye del hotel al garaje del mismo y roba un carro, logrando escapar mientras los matones de Tretiak se enfrentaban a la policía británica. Por su parte, Emma denuncia al santo en la Scotland Yard. Allí, el inspector Teal y su compañera la inspectora Rabineau advierten el parecido físico de varios hombres con nombres de santos, pasaportes falsos y salidas de distintas partes del mundo. Emma deduce que el ladrón no es más que una sola persona bajo las identidades de Thomas More, Nicholas Owen, Luis Guanella, Pedro Damián, Carlos Borromeo, etc. las cuales son nombres de santos católicos y pide ver el registro de pasajeros del aeropuerto de Heathrow.
Por otra parte en un bar de Moscú, Tretiak se encuentra con varios socios y Simon asume su identidad en el reservado y obliga a Tretiak pagarle lo que le debe a la vez que lo insulta y aun disfrazado de Tretiak ordena a sus hombres sacar a su semejante pero el verdadero los convence de que él es el verdadero Tretiak y ordena capturar a Simon. El Santo, desde un taxi, revisa su cuenta bancaria y con el pago de Tretiak completa su cuenta de 50'500.000 dólares y se retira completamente del negocio y estando de vuelta a su hotel pide cancelar su cuenta y estando en el bar se encuentra con Emma quien en parte deduce su identidad bajo los dos nombres de santos que habían volado de Londres a Moscú; Isidoro Bakanja y Vicente Ferrer. Allí le reclama sus anotaciones de la fórmula, pero Simon deduce que ella vino a Moscú porque está enamorada lo cual ella niega y le dice que la fórmula de la Fusión fría era gratis. Simon niega saber su verdadera y propia identidad y confiesa que es ladrón profesional para tener 8 millones de dólares y completar su cuenta, Emma le replica que se la hubiese podido dar gratis y Simon le reprocha lo inefectiva de la fórmula y le pide huir lo más pronto posible. Emma hace que los policías rusos arresten a Simon, pero se sorprende cuando ella también es detenida. Estando en una patrulla, Simon logra robar la medicación para Emma y cuando está a punto de padecer un ataque, Simon le da sus píldoras y Emma saca su navaja para poder liberarse mientras que en casa de Tretiak, Botvin advierte que la fórmula contradice sus teorías precedentes y Treetiak planea sacarle las últimas anotaciones a Emma pero para su sorpresa ella y Simon habían escapado y Tretiak ordena matar a Simon y traer a Emma viva.
Mientras ellos dos huyen, Simon habla del peligro y la influencia de Tretiak en la ciudad y Emma le pide a Simon un sitio para trabajar en lo que falta de la fórmula. Al día siguiente, se dirigen a la estación de trenes para poder ir hacia el este debido a la falta de calefacción. Simon le pide casarse con él pero bajo la identidad de Martin de Porres, vender la fórmula y ganar millones. Aún reacia de su actitud, Emma huye pero Simon la alcanza convenciéndola de estar con el o, de lo contrario, Tretiak la mataría. Ambos huyen a un suburbio detrás del Kremlin y frente al río Moscova. Mientras se escondía, la medicación de Emma cae a las heladas aguas pero Simon logra recogerlas pero aun escondiéndose bajo agua empieza a padecer índices de hipotermia. Cuando los secuaces de Tretiak los pierden, Simon y Emma llegan a una pensión ayudados por una prostituta quien los esconde en un pequeño cuarto. Emma desnuda a Simon y ella en parte también se desnuda para compartir su calor. Ilya y sus matones registran la pensión y los edificios aledaños y ofrecen una recompensa por ambos. Simon cuenta a Emma que Simon Templar es su verdadero nombre y cuenta además lo sucedido en el orfanato años atrás cuando era niño. Una anciana delata a ambos y Simon y Emma huyen de nuevo hacia la azotea del edificio siendo perseguidos por Ilya. Ambos a través de una ventila huyen hacia las cloacas donde se encuentran con Alexa Frankievitch o Frankie, quien les ofrece obras de arte de alta calidad y Simon pide una salida y Frankie pide como mínimo 7000 dólares por los túneles de salida hacia le Embajada Americana el cronómetro Bulgary como pago por una salida fácil; una alcantarilla la cual suelta agua después de la nevada con 5 minutos límite para poder salir, Emma y Simon huyen por la misma pero con la tapa fuertemente sellada y Simon logra abrirla antes de ser arrastrados por una fuerte corriente de agua. Estando a pocos metros de la Embajada Americana pero con el auto de Ilya encima. Simon pide a Emma huir lo más pronto posible a la Embajada mientras el ganaba tiempo enfrentándose a Ilya; primero rompiendo un tubo de gas y cortando los frenos del auto y le promete a Emma encontrarse de nuevo. Simon distrae a Ilya y Emma logra escapar a la embajada vanamente perseguida por Ilya pero este decide jugar a la Ruleta Rusa para matar a Simon y este hace tiempo argumentando que puede ser dueño del dinero y las industrias de su padre y usando un destructor de cerraduras lo lanza debajo del auto provocando una gran explosión gracias al gas y al líquido de frenos dejando con quemaduras a Ilya en el rostro y Simon una vez más escapa.
Más tarde Botvin le dice a Tretiak que la fórmula además de estar incompleta esta imposible de hacer pero Tretiak inmediatamente urde un mejor plan; usar la fusión fría para hundir a sus enemigos y posteriormente hace que varios retenes militares impidan la salida de Emma viva y luego muestra a Karpov, Presidente de Rusia, las distintas alternativas de energía para ayudar a los civiles muertos de frío por la ola invernal y pide financiación para la fusión fría pero Karpov rechaza financiarlo por varias deudas del estado pero al rato cambia pidiéndole más tiempo a Tretiak. Más tarde Tretiak planea usar el fracaso de la fusión fría para hacer destituir a Karpov en un golpe de Estado junto con el conspirador General Leo Sklarov y Simon disfrazado de criada oye la conversación y pone una pequeña grabadora. Mientras en la embajada Emma se prepara para partir a Estados Unidos a la vez que las autoridades le piden llenar un formulario aunque raramente sin necesitar su medicación para el corazón. Simon ahora personificando a Agustín Cristóbal, en honor a San Agustín y pide a Emma terminar la fórmula y enviarla por fax y Simon dice que para alcanzar la santidad debe realizar tres milagros. Simon espera pacientemente la ecuación final para la fórmula mientras que las noticias advierten del golpe de Tretiak apoyado por el ejército y oye también la conspiración gracias al dispositivo puesto en su oficina y su banquero en Zúrich se entera de la fórmula y sabe que sus clientes pagaran mucho por ella a Simon y este recibe el fax esperado con la última ecuación. Se dirige al laboratorio de Botvin quien hace sonar la alarma pero cambia de opinión y hace escapar a Simon para poder luego completar el resto de la fórmula, completa así un milagro disponiendo de poco tiempo para hacer funcionar la fórmula.
Más Tarde en su hotel, Simon recibe la visita de Frankie quien le da los túneles al Kremlin construidos por la KGB y por un precio obtiene un camino a la habitación del presidente Karpov. Los ciudadanos muertos de frío muestran su apoyo a Tretiak al punto de desencadenar una segunda revolución. Simon vestido de guardia presidencial ruso logra entrar aunque llamando la atención de los guardias aunque logra entrar y convencer a Karpov de aceptar la acusación de Tretiak frente a un juicio público que se le haría en la Plaza Roja pero el ejército logra entrar y tomar como prisionero al Presidente y liderados también por Ilya toman prisionero a Simon. Tretiak acusa a Karpov de robar trillones de rublos para financiar la fusión fría, según Tretiak un fracaso completo. Gracias a la anotación de Emma y a la patente de Botvin la Fusión Fría es un éxito generando energía, desacreditando así a Tretiak, el pueblo decide cambiar y apoyar a Karpov. Realizado el primer milagro, Tretiak, Ilya y los demás conspiradores intentan huir y son capturados, mientras que el ejército pide disculpas al Presidente. Milagro dos realizado a la vez que se descubre un pozo de petróleo oculto bajo la casa de Tretiak.
Después en Londres, Scotland Yard aún interroga a Emma por El Santo y Emma llega a una pequeña casa de campo donde Simon le devuelve sus anotaciones y pasan la noche juntos, realizando el tercer y último milagro. Al día siguiente Emma deja una carta donde dará conferencia sobre la fusión fría para el mundo, le dice que lo ama y le da un pequeño broche en forma de hombre santo. Simon la ve en su conferencia felicitándola por su decisión de dar gratis la fórmula al mundo aunque con la policía londinense buscándolo. Emma da la conferencia sobre el éxito de la fusión fría y Simon asumiendo de nuevo la identidad de Carlos Borromeo asiste a la conferencia con los inspectores Teal y Rabineau esperándolo para arrestarlo y al sentirse descubierto Simon logra huir y los detectives atrapan a un hombre parecido. Simon, huyendo en un auto, pone el noticiario radial donde el locutor (voz de Roger Moore) anuncia la donación de tres mil millones de dólares a la Cruz Roja y a la UNICEF por parte de la cuenta del detenido Tretiak y anuncia además la creación de una fundación investigadora para el desarrollo de la fusión fría con donación anónima y a la cabeza del Dr. Lev Botvin.

## Reparto
- Val Kilmer como Simon Templar.
- Elisabeth Shue como Dr. Emma Russell
- Rade Šerbedžija como Ivan Petrovich Tretiak.
- Valery Nikolaev como Ilya Tretiak.
- Henry Goodman como Dr. Lev Naumovich Botkin
- Alun Armstrong como Inspector Teal.
- Michael Byrne como Vereshagin.
- Yevgeni Lazarev como Presidente Karpov.
- Irina Apeksimova como Aleksa "Frankie" Frankeyevich.
- Lev Prygunov como General Leo Sklarov.
- Charlotte Cornwell como Inspector Rabineau.
- Tommy Flanagan como Scarface.
- Egor Pazenko como Scratchface.
- Adam Smith como Simon Templar de joven.
- Roger Moore como Radio Announcer Voice.
- David Schneider como camarero.
- William Hope como Oficial del Departamento de Estado.